# Národní knihovna Španělska
Biblioteca Nacional de España, česky Národní knihovna Španělska, je významná veřejná knihovna, největší ve Španělsku a jedna z největších na světě. Nachází se v Madridu, sídlo má v ulici Paseo de Recoletos.

## Historie
Knihovnu založil král Filip V. v roce 1712 jako Veřejnou knihovnu královského paláce (Biblioteca Pública de Palacio). Podle královského patentu, který Filip V. vydal, měl každý tiskař povinnost odevzdat jeden výtisk každé knihy této knihovně. V roce 1836 byl zrušen status knihovny jakožto majetku královské koruny. Vlastnictví bylo převedeno na ministerstvo veřejné správy (Ministerio de la Gobernación). Zároveň byla knihovna přejmenována na Národní knihovnu (Biblioteca Nacional). Během devatenáctého století knihovna získala řadu starožitných knih. 16. března 1896 byla otevřena nová budova, v níž knihovna sídlí dodnes. Její součástí byla rozsáhlá čítárna, která pojmula 320 čtenářů. Během španělské občanské války zabavil Konfiskační výbor (Junta de Incautación) zhruba 500 000 svazků v náboženských zařízeních a soukromých domech a uložil je právě do Národní knihovny. V roce 1955 začaly stavební úpravy, jejichž cílem bylo ztrojnásobit kapacitu knihovny. Rozsáhlá přestavba byla ukončena až v roce 2000. Tehdy byla otevřena nová budova v Alcalá de Henares. Výrazně upravena byla rovněž budova na Paseo de Recoletos. V roce 1986 byly s knihovnou sloučeny některé dosud samostatné instituce: Národní knihovna novin (Hemeroteca Nacional), Španělský bibliografický institut (Instituto Bibliográfico Hispánico) a Centrum dokumentárních a bibliografických pokladů (Centro del Tesoro Documental y Bibliográfico). V roce 1990 se Národní knihovna stala autonomní entitou v rámci ministerstva kultury (Ministerio de Cultura).